# Luís Pedro
Luís Pedro (Luanda, 27 aprile 1990) è un ex calciatore angolano naturalizzato olandese, di ruolo attaccante.

## Carriera

### Club
Ha giocato nella prima divisione olandese ed in quella bulgara.

### Nazionale
Ha giocato nelle nazionali giovanili olandesi Under-18 ed Under-19.